# Bartramia
- Commons
- Wikispecies

Bartramia Salisb. é um género botânico pertencente à família Plantaginaceae.

## Sinonímia
- Penstemon Schmidel

## Espécies
- Bartramia ithyphylla
- Bartramia nevadensis
- Bartramia viridissima
- «Lista completa»

## Classificação do gênero
| Sistema | Classificação                     | Referência               |
| ------- | --------------------------------- | ------------------------ |
| Linné   | Classe Decandria, ordem Monogynia | Species plantarum (1753) |